# ۶۳۸ (میلادی)
۶۳۸ (میلادی) ششصد و سی و هشتمین سال تقویم میلادی است.

## درگذشتگان
‎